# Edward D. Brown
Edward Dudley Brown, född 1850, död 11 maj 1906, var en amerikansk slav, som kom att bli jockey och galopptränare. Han red bland annat segrare i Belmont Stakes, och tränade segrare i Kentucky Derby och andra större löp under slutet av 1800-talet. Han är sedan 1984 invald i United States Racing Hall of Fame.

## Biografi
Brown föddes i Lexington, Kentucky, och såldes vid sju års ålder som slav till Robert A. Alexander, ägare av Woodburn Stud nära Midway, Kentucky. Han arbetade som hästskötare och växte upp med att utveckla en stor förståelse för hästuppfödning och hur man tränade galopphästar. Han fick smeknamnet "Brown Dick" efter en berömd häst med samma namn.
Hans lilla kroppshydda, samt kunskap om hästarna gav honom möjligheten att bli jockey, ansett som en "privilegierad position" för en slav. Vid 14 års ålder red han sitt första löp och segrade tillsammans med hingsten Asteroid. Följande år, efter inbördeskriget blev Brown en fri man. Han blev kvar som anställd hos Robert Alexander och red ett antal hästar till seger i viktiga löp. Den mest anmärkningsvärda av dessa var Asteroid, som fortsatte med att vinna alla sina tolv starter i karriären inklusive multipla stakeslöp och ansågs vara en av de bästa amerikanska kapplöpningshästarna på 1800-talet.
Robert Alexander dog 1867, och två år senare gick stuteriets manager Daniel Swigert vidare, för att etablera Stockwood Farm. Brown accepterade ett erbjudande om att rida för Swigerts nya stall och 1870 vann han Belmont Stakes ombord på Kingfisher. Browns karriär försvårades då han började gå upp i vikt, och under en kort tid bytte han till att rida steeplechasehästar. Med sin stora kunskap om fullblod övergick Brown 1874 till att träna Swigerts hästar. Han tränade även segraren i 1877 års upplaga av Kentucky Derby, Baden-Baden. Brown var också den ursprungliga tränaren för Belmont Stakes-vinnaren Spendthrift och den framtida Hall of Fame-hingsten Hindoo innan de såldes vid två års ålder av Swigert.
Brown började senare träna för andra ägare, inklusive Milton Young, som var den femte ledande ägaren 1881. 1886 slutade han tvåa i Kentucky Derby med Blue Wing, slagen med en nos, och Brown blev en respekterad man på galoppbanorna i centrala Kentucky.
Browns problem med reumatism och tuberkulos tvingade honom att gå i pension 1903. Han var enligt uppgift en av de rikaste afroamerikanerna i delstaten Kentucky. Han avled tre år senare i Louisville.
1984 bekräftades Browns viktiga roll i galoppsporten, då han postumt valdes in i National Museum of Racing och Hall of Fame, som "en framstående jockey och därefter en av 1800-talets bästa tränare".